# Beaumesnil (Eure)
|  | Per a altres significats, vegeu «cantó de Beaumesnil». |

Beaumesnil és una comuna francesa al departament de l'Eure (regió de Normandia). L'any 2007 tenia 527 habitants.

## Demografia

### Població
El 2007 la població de fet de Beaumesnil era de 527 persones. Hi havia 200 famílies, de les quals 56 eren unipersonals (28 homes vivint sols i 28 dones vivint soles), 56 parelles sense fills, 68 parelles amb fills i 20 famílies monoparentals amb fills.
La població ha evolucionat segons el següent gràfic:

### Habitatges
El 2007 hi havia 274 habitatges, 209 eren l'habitatge principal de la família, 44 eren segones residències i 21 estaven desocupats. 265 eren cases i 8 eren apartaments. Dels 209 habitatges principals, 164 estaven ocupats pels seus propietaris, 36 estaven llogats i ocupats pels llogaters i 9 estaven cedits a títol gratuït; 1 tenia una cambra, 13 en tenien dues, 48 en tenien tres, 64 en tenien quatre i 82 en tenien cinc o més. 187 habitatges disposaven pel capbaix d'una plaça de pàrquing. A 105 habitatges hi havia un automòbil i a 77 n'hi havia dos o més.

### Piràmide de població
La piràmide de població per edats i sexe el 2009 era:
| Homes | Edats   | Dones |
| ----- | ------- | ----- |
| 0     | 95 o +  | 0     |
| 0     | 90 a 94 | 0     |
| 0     | 85 a 89 | 8     |
| 4     | 80 a 84 | 4     |
| 20    | 75 a 79 | 12    |
| 4     | 70 a 74 | 12    |
| 12    | 65 a 69 | 12    |
| 20    | 60 a 64 | 20    |
| 12    | 55 a 59 | 20    |
| 20    | 50 a 54 | 16    |
| 8     | 45 a 49 | 28    |
| 24    | 40 a 44 | 16    |
| 24    | 35 a 39 | 20    |
| 28    | 30 a 34 | 20    |
| 16    | 25 a 29 | 12    |
| 4     | 20 a 24 | 12    |
| 36    | 15 a 19 | 20    |
| 24    | 10 a 14 | 16    |
| 16    | 5 a 9   | 32    |
| 8     | 0 a 4   | 4     |

## Economia
El 2007 la població en edat de treballar era de 339 persones, 227 eren actives i 112 eren inactives. De les 227 persones actives 195 estaven ocupades (112 homes i 83 dones) i 31 estaven aturades (8 homes i 23 dones). De les 112 persones inactives 30 estaven jubilades, 51 estaven estudiant i 31 estaven classificades com a «altres inactius».

### Ingressos
El 2009 a Beaumesnil hi havia 218 unitats fiscals que integraven 523 persones, la mediana anual d'ingressos fiscals per persona era de 17.249 €.

### Activitats econòmiques
Dels 34 establiments que hi havia el 2007, 1 era d'una empresa extractiva, 2 d'empreses alimentàries, 1 d'una empresa de fabricació de material elèctric, 2 d'empreses de fabricació d'altres productes industrials, 6 d'empreses de construcció, 8 d'empreses de comerç i reparació d'automòbils, 2 d'empreses de transport, 2 d'empreses d'hostatgeria i restauració, 2 d'empreses financeres, 1 d'una empresa immobiliària, 1 d'una empresa de serveis, 3 d'entitats de l'administració pública i 3 d'empreses classificades com a «altres activitats de serveis».
Dels 13 establiments de servei als particulars que hi havia el 2009, 1 era una gendarmeria, 1 oficina de correu, 2 oficines bancàries, 2 tallers de reparació d'automòbils i de material agrícola, 3 paletes, 1 fusteria, 1 lampisteria, 1 perruqueria i 1 restaurant.
Dels 4 establiments comercials que hi havia el 2009, 1 era una gran superfície de material de bricolatge, 1 una botiga de menys de 120 m² i 2 carnisseries.
L'any 2000 a Beaumesnil hi havia 23 explotacions agrícoles que ocupaven un total de 506 hectàrees.

## Equipaments sanitaris i escolars
L'únic equipament sanitari que hi havia el 2009 era una farmàcia.
El 2009 hi havia una escola elemental integrada dins d'un grup escolar amb les comunes properes formant una escola dispersa.

## Poblacions properes
El següent diagrama mostra les poblacions més properes.